# Румен Стоянов (футболист, р. 1976)
Вижте пояснителната страница за други личности с името Румен Стоянов.
Румен Стоянов е български футболист от Светкавица (Търговище).

## Биография
Румен Стоянов е роден на 13 декември 1976 година в град Търговище.